# Topaza
I topazi (Topaza G.R.Gray, 1840) sono un genere di uccelli della famiglia Trochilidae.

## Tassonomia
Il genere Topaza comprende le seguenti specie:
- Topaza pella (Linnaeus, 1758) - topazio cremisi
- Topaza pyra (Gould, 1846) - topazio flammeo